# بينيليث ماهنجي
بينيليث ماهنجي (من مواليد 1 أبريل 1962) هو سياسي تنزاني من حزب الثورة وعضو في البرلمان عن دائرة ماكيتي منذ 2005. وهو وزير الدولة الحالي في مكتب نائب الرئيس للبيئة.